# Raoul Bellanova
Raoul Bellanova (Rho, 17 maggio 2000) è un calciatore italiano, difensore dell'Atalanta e della nazionale italiana.

## Caratteristiche tecniche
È un terzino destro o esterno di centrocampo dotato di facilità di corsa e velocità, che si distingue nella fase offensiva per la sua capacità di effettuare cross in area e le sue abilità nel dribbling.

## Carriera

### Club

#### Inizi e Milan
Muove i primi passi nella società "Azzurra" di Parabiago (MI), suo paese d'origine, quando viene notato da alcuni scout del Milan. Cresce quindi nel settore giovanile rossonero, senza esordire con la prima squadra.

#### Bordeaux
Il 31 gennaio 2019 viene acquistato per un milione di euro dal Bordeaux, con cui firma un quadriennale, restando in prestito al Milan fino al termine della stagione. Debutta con la maglia dei Girondini il 10 agosto 2019, all'età di 19 anni, giocando da titolare nella partita della prima giornata di Ligue 1 contro l'Angers persa per 1-3, venendo sostituito al 63' da Yassine Benrahou dopo alcuni errori difensivi. Non gioca più alcuna partita coi francesi.

#### Atalanta, Pescara e Cagliari
Il 30 gennaio 2020 passa all'Atalanta in prestito per diciotto mesi con opzione di riscatto fissata a 5 milioni; al Milan spetta, eventualmente, il 10% della futura cessione. Debutta coi bergamaschi e in Serie A il 14 luglio 2020, in occasione del successo per 6-2 contro il Brescia. Questa rimane la sua unica presenza con la prima squadra.
Il 24 settembre 2020 viene ceduto in prestito al Pescara in Serie B. Esordisce con la squadra allenata da Massimo Oddo il 26 settembre, giocando titolare nella partita della prima giornata di campionato contro il Chievo (0-0). Ottiene 30 presenze in campionato, con il Pescara che arriva penultimo e retrocede in Serie C.
Il 31 agosto 2021 viene ceduto in prestito al Cagliari. Il 27 febbraio 2022 realizza il suo primo gol in Serie A nella trasferta contro il Torino, vinta per 2-1 dai rossoblù. Ottiene 31 presenze con la squadra sarda che retrocede in Serie B all'ultima giornata. Il 31 maggio 2022 viene riscattato dal club sardo, con cui firma un contratto fino al 2026.

#### Inter
Il 6 luglio 2022 viene ceduto all'Inter con la formula del prestito oneroso da 3 milioni di euro con diritto di riscatto fissato a 7 milioni. Esordisce con i nerazzurri il 30 agosto successivo, subentrando a Denzel Dumfries nella partita di campionato vinta per 3-1 contro la Cremonese. Il 12 ottobre successivo debutta anche in Champions League, subentrando a Edin Džeko nel pareggio per 3-3 contro il Barcellona. Il 18 gennaio 2023, pur senza scendere in campo, vince il suo primo trofeo con l'Inter, la Supercoppa italiana, con i nerazzurri che battono il Milan per 3-0. Il 24 maggio conquista la sua prima Coppa Italia, la nona della storia per il club nerazzurro, grazie alla vittoria per 2-1 in finale contro la Fiorentina e anche in questa occasione non entra in campo. Gioca da subentrato, invece, la finale di Champions League, persa per 1-0 contro il Manchester City. In stagione mette insieme 22 presenze, partendo il più delle volte dalla panchina e trovando maggiore spazio solo nel finale di stagione, e l'Inter sceglie di non esercitare l'opzione per il suo acquisto.

#### Torino
Il 30 giugno 2023 viene ingaggiato per 8 milioni di euro dal Torino, che lo acquista dal Cagliari, proprietario del cartellino. Con i granata firma un contratto quadriennale ed esordisce il 14 agosto successivo, venendo schierato titolare nella partita di Coppa Italia contro il Feralpisalò vinta 2-1. Il lunedì successivo esordisce in campionato con i piemontesi in occasione del pareggio per 0-0 con il Cagliari. Il 16 febbraio 2024 segna la sua prima rete con i granata, aprendo le marcature nel successo per 2-0 contro il Lecce. Con il club piemontese inizia anche la stagione seguente, giocando una partita di Coppa Italia e una di campionato prima della cessione.

#### Ritorno all'Atalanta
Il 22 agosto 2024 viene acquistato a titolo definitivo all'Atalanta, in Serie A, per circa 25 milioni di euro, bonus inclusi. Il 2 ottobre segna il suo primo gol in maglia atalantina, nonché primo in UEFA Champions League, nel successo per 3-0 in casa dello Šachtar Donec'k.

### Nazionale

#### Nazionali giovanili
Con l'Under-17 ha partecipato a due edizioni dell'Europeo di categoria, nel 2016 e nel 2017.
Nel 2018 con l'Under-19 ha disputato l'Europeo di categoria, concluso al secondo posto finale.
Nel 2019 con l'Under-20 ha disputato il Mondiale Under-20 in Polonia, chiuso al 4º posto.
Esordisce in nazionale Under-21 il 12 novembre 2020, giocando come titolare nella partita di qualificazione vinta per 2-1 contro l'Islanda a Reykjavík. Ha partecipato al successivo Europeo Under-21, nel quale l'Italia è stata eliminata dal Portogallo ai quarti di finale.
Nel giugno del 2023 è stato incluso nella lista dei convocati per l'Europeo Under-21 organizzato in Georgia e Romania, durante il quale gioca da titolare nelle tre partite della fase a gironi, che però gli Azzurrini non riescono a superare.

#### Nazionale maggiore
Il 15 marzo 2024, Bellanova ha ricevuto la sua prima convocazione in nazionale dal CT Luciano Spalletti, in vista degli incontri amichevoli contro Venezuela ed Ecuador; e ha esordito da titolare in quest'ultima partita, disputata il 24 marzo ad Harrison e vinta dagli Azzurri per 2-0. Successivamente viene convocato per il campionato d'Europa 2024 in Germania, nel quale tuttavia non viene mai impiegato.

## Statistiche

### Presenze e reti nei club
Statistiche aggiornate al 25 maggio 2025.
| Stagione        | Squadra         | Campionato      | Campionato | Campionato | Coppe nazionali | Coppe nazionali | Coppe nazionali | Coppe continentali | Coppe continentali | Coppe continentali | Altre coppe | Altre coppe | Altre coppe | Totale | Totale |
| Stagione        | Squadra         | Comp            | Pres       | Reti       | Comp            | Pres            | Reti            | Comp               | Pres               | Reti               | Comp        | Pres        | Reti        | Pres   | Reti   |
| --------------- | --------------- | --------------- | ---------- | ---------- | --------------- | --------------- | --------------- | ------------------ | ------------------ | ------------------ | ----------- | ----------- | ----------- | ------ | ------ |
| 2019-gen. 2020  | Bordeaux        | L1              | 1          | 0          | CF+CdL          | 0               | 0               | -                  | -                  | -                  | -           | -           | -           | 1      | 0      |
| gen.-ago. 2020  | Atalanta        | A               | 1          | 0          | CI              | -               | -               | UCL                | 0                  | 0                  | -           | -           | -           | 1      | 0      |
| 2020-2021       | Pescara         | B               | 30         | 0          | CI              | 1               | 0               | -                  | -                  | -                  | -           | -           | -           | 31     | 0      |
| 2021-2022       | Cagliari        | A               | 31         | 1          | CI              | 0               | 0               | -                  | -                  | -                  | -           | -           | -           | 31     | 1      |
| 2022-2023       | Inter           | A               | 18         | 0          | CI              | 1               | 0               | UCL                | 3                  | 0                  | SI          | 0           | 0           | 22     | 0      |
| 2023-2024       | Torino          | A               | 37         | 1          | CI              | 2               | 0               | -                  | -                  | -                  | -           | -           | -           | 39     | 1      |
| ago. 2024       | Torino          | A               | 1          | 0          | CI              | 1               | 0               | -                  | -                  | -                  | -           | -           | -           | 2      | 0      |
| Totale Torino   | Totale Torino   | Totale Torino   | 38         | 1          |                 | 3               | 0               |                    | -                  | -                  |             | -           | -           | 41     | 1      |
| ago. 2024-2025  | Atalanta        | A               | 34         | 0          | CI              | 1               | 0               | UCL                | 8                  | 1                  | SI          | 0           | 0           | 43     | 1      |
| Totale Atalanta | Totale Atalanta | Totale Atalanta | 35         | 0          |                 | 1               | 0               |                    | 8                  | 1                  |             | 0           | 0           | 44     | 1      |
| Totale carriera | Totale carriera | Totale carriera | 153        | 2          |                 | 6               | 0               |                    | 11                 | 1                  |             | 0           | 0           | 170    | 3      |

### Cronologia presenze e reti in nazionale
| Cronologia completa delle presenze e delle reti in nazionale ― Italia | Cronologia completa delle presenze e delle reti in nazionale ― Italia | Cronologia completa delle presenze e delle reti in nazionale ― Italia | Cronologia completa delle presenze e delle reti in nazionale ― Italia | Cronologia completa delle presenze e delle reti in nazionale ― Italia | Cronologia completa delle presenze e delle reti in nazionale ― Italia | Cronologia completa delle presenze e delle reti in nazionale ― Italia | Cronologia completa delle presenze e delle reti in nazionale ― Italia |
| Data                                                                  | Città                                                                 | In casa                                                               | Risultato                                                             | Ospiti                                                                | Competizione                                                          | Reti                                                                  | Note                                                                  |
| --------------------------------------------------------------------- | --------------------------------------------------------------------- | --------------------------------------------------------------------- | --------------------------------------------------------------------- | --------------------------------------------------------------------- | --------------------------------------------------------------------- | --------------------------------------------------------------------- | --------------------------------------------------------------------- |
| 24-3-2024                                                             | Harrison                                                              | Ecuador                                                               | 0 – 2                                                                 | Italia                                                                | Amichevole                                                            | -                                                                     | 46’                                                                   |
| 9-6-2024                                                              | Empoli                                                                | Italia                                                                | 1 – 0                                                                 | Bosnia ed Erzegovina                                                  | Amichevole                                                            | -                                                                     | 66’                                                                   |
| 9-9-2024                                                              | Budapest                                                              | Israele                                                               | 1 – 2                                                                 | Italia                                                                | UEFA Nations League 2024-2025 - 1º turno                              | -                                                                     | 64’                                                                   |
| 10-10-2024                                                            | Roma                                                                  | Italia                                                                | 2 – 2                                                                 | Belgio                                                                | UEFA Nations League 2024-2025 - 1º turno                              | -                                                                     | 90’                                                                   |
| 20-3-2025                                                             | Milano                                                                | Italia                                                                | 1 – 2                                                                 | Germania                                                              | UEFA Nations League 2024-2025 - Quarti di finale                      | -                                                                     | 64’                                                                   |
| Totale                                                                |                                                                       | Presenze                                                              | 5                                                                     |                                                                       | Reti                                                                  | 0                                                                     |                                                                       |

| Cronologia completa delle presenze e delle reti in nazionale ― Italia under 21 | Cronologia completa delle presenze e delle reti in nazionale ― Italia under 21 | Cronologia completa delle presenze e delle reti in nazionale ― Italia under 21 | Cronologia completa delle presenze e delle reti in nazionale ― Italia under 21 | Cronologia completa delle presenze e delle reti in nazionale ― Italia under 21 | Cronologia completa delle presenze e delle reti in nazionale ― Italia under 21 | Cronologia completa delle presenze e delle reti in nazionale ― Italia under 21 | Cronologia completa delle presenze e delle reti in nazionale ― Italia under 21 |
| Data                                                                           | Città                                                                          | In casa                                                                        | Risultato                                                                      | Ospiti                                                                         | Competizione                                                                   | Reti                                                                           | Note                                                                           |
| ------------------------------------------------------------------------------ | ------------------------------------------------------------------------------ | ------------------------------------------------------------------------------ | ------------------------------------------------------------------------------ | ------------------------------------------------------------------------------ | ------------------------------------------------------------------------------ | ------------------------------------------------------------------------------ | ------------------------------------------------------------------------------ |
| 12-11-2020                                                                     | Reykjavík                                                                      | Islanda under 21                                                               | 1 – 2                                                                          | Italia under 21                                                                | Qual. Europeo Under-21 2021                                                    | -                                                                              |                                                                                |
| 15-11-2020                                                                     | Differdange                                                                    | Lussemburgo under 21                                                           | 0 – 4                                                                          | Italia under 21                                                                | Qual. Europeo Under-21 2021                                                    | -                                                                              |                                                                                |
| 18-11-2020                                                                     | Pisa                                                                           | Italia under 21                                                                | 4 – 1                                                                          | Svezia under 21                                                                | Qual. Europeo Under-21 2021                                                    | -                                                                              | 82’                                                                            |
| 24-3-2021                                                                      | Celje                                                                          | Rep. Ceca under 21                                                             | 1 – 1                                                                          | Italia under 21                                                                | Europeo Under-21 2021 - 1º turno                                               | -                                                                              | 73’                                                                            |
| 27-3-2021                                                                      | Maribor                                                                        | Spagna under 21                                                                | 0 – 0                                                                          | Italia under 21                                                                | Europeo Under-21 2021 - 1º turno                                               | -                                                                              |                                                                                |
| 30-3-2021                                                                      | Maribor                                                                        | Italia under 21                                                                | 4 – 0                                                                          | Slovenia under 21                                                              | Europeo Under-21 2021 - 1º turno                                               | -                                                                              | 53’                                                                            |
| 31-5-2021                                                                      | Lubiana                                                                        | Portogallo under 21                                                            | 5 – 3 dts                                                                      | Italia under 21                                                                | Europeo Under-21 2021 - Quarti di finale                                       | -                                                                              | 75’                                                                            |
| 3-9-2021                                                                       | Empoli                                                                         | Italia under 21                                                                | 3 – 0                                                                          | Lussemburgo under 21                                                           | Qual. Europeo Under-21 2023                                                    | -                                                                              | 89’                                                                            |
| 7-9-2021                                                                       | Vicenza                                                                        | Italia under 21                                                                | 1 – 0                                                                          | Montenegro under 21                                                            | Qual. Europeo Under-21 2023                                                    | -                                                                              |                                                                                |
| 8-10-2021                                                                      | Zenica                                                                         | Bosnia ed Erzegovina under 21                                                  | 1 – 2                                                                          | Italia under 21                                                                | Qual. Europeo Under-21 2023                                                    | -                                                                              |                                                                                |
| 12-10-2021                                                                     | Monza                                                                          | Italia under 21                                                                | 1 – 1                                                                          | Svezia under 21                                                                | Qual. Europeo Under-21 2023                                                    | -                                                                              | 38’ 90’                                                                        |
| 12-11-2021                                                                     | Dublino                                                                        | Irlanda under 21                                                               | 0 – 2                                                                          | Italia under 21                                                                | Qual. Europeo Under-21 2023                                                    | -                                                                              |                                                                                |
| 25-3-2022                                                                      | Podgorica                                                                      | Montenegro under 21                                                            | 1 – 1                                                                          | Italia under 21                                                                | Qual. Europeo Under-21 2023                                                    | -                                                                              |                                                                                |
| 29-3-2022                                                                      | Trieste                                                                        | Italia under 21                                                                | 1 – 0                                                                          | Bosnia ed Erzegovina under 21                                                  | Qual. Europeo Under-21 2023                                                    | -                                                                              |                                                                                |
| 22-9-2022                                                                      | Pescara                                                                        | Italia under 21                                                                | 0 – 2                                                                          | Inghilterra under 21                                                           | Amichevole                                                                     | -                                                                              | 68’                                                                            |
| 26-9-2022                                                                      | Castel di Sangro                                                               | Italia under 21                                                                | 1 – 1                                                                          | Giappone under 21                                                              | Amichevole                                                                     | -                                                                              | 46’                                                                            |
| 19-11-2022                                                                     | Ancona                                                                         | Italia under 21                                                                | 2 – 4                                                                          | Germania under 21                                                              | Amichevole                                                                     | -                                                                              |                                                                                |
| 27-3-2023                                                                      | Reggio Calabria                                                                | Italia under 21                                                                | 3 – 1                                                                          | Ucraina under 21                                                               | Amichevole                                                                     | -                                                                              | 77’                                                                            |
| 22-6-2023                                                                      | Cluj-Napoca                                                                    | Francia under 21                                                               | 2 – 1                                                                          | Italia under 21                                                                | Europeo Under-21 2023 - 1º turno                                               | -                                                                              |                                                                                |
| 25-6-2023                                                                      | Cluj-Napoca                                                                    | Svizzera under 21                                                              | 2 – 3                                                                          | Italia under 21                                                                | Europeo Under-21 2023 - 1º turno                                               | -                                                                              |                                                                                |
| 28-6-2023                                                                      | Cluj-Napoca                                                                    | Italia under 21                                                                | 0 – 1                                                                          | Norvegia under 21                                                              | Europeo Under-21 2023 - 1º turno                                               | -                                                                              | 71’                                                                            |
| Totale                                                                         |                                                                                | Presenze                                                                       | 21                                                                             |                                                                                | Reti                                                                           | 0                                                                              |                                                                                |

## Palmarès

### Club

#### Competizioni giovanili
- Campionato Primavera: 1

Atalanta: 2019-2020

#### Competizioni nazionali
- Supercoppa italiana: 1

Inter: 2022
- Coppa Italia: 1

Inter: 2022-2023

### Individuale
- Gran Galà del calcio AIC: 1

Squadra dell'anno: 2024